# سید احمد خمینی
سید احمد مصطفوی (۲۴ اسفند ۱۳۲۴ – ۲۶ اسفند ۱۳۷۳) معروف به سید احمد خمینی، دومین پسر سید روح‌الله خمینی، بنیان‌گذار نظام جمهوری اسلامی ایران بود. احمد خمینی در سال‌های پیش و پس از انقلاب در سازماندهی روابط پدرش با مسئولان نقش مهمی داشت. او نماینده دوره دوم در مجلس خبرگان رهبری، عضو حقیقی مجمع تشخیص مصلحت نظام و عضو شورای عالی امنیت ملی و شورای عالی انقلاب فرهنگی بود.
حمایت از ریاست جمهوری ابوالحسن بنی‌صدر و سپس عزل او، نزدیکی با سازمان مجاهدین خلق، اشغال سفارت آمریکا در تهران و نیز نقش او در عزل حسینعلی منتظری، انتصاب ریاست سازمان صدا و سیما، تخریب آرامگاه رضاشاه، اعدام‌های سال ۱۳۶۷ و اتهام جعل دستخط پدرش از موارد قابل توجهی هستند که پیرامون وی مطرح شده‌اند.

## کودکی و نوجوانی
سید احمد مصطفوی در ۲۴ اسفند ۱۳۲۴ هجری خورشیدی در شهر قم زاده شد. او پس از دورهٔ ابتدائی، ادامه تحصیل در علوم جدیده را برگزید. او به ورزش فوتبال روی آورد و هم‌زمان با تحصیل، عضو تیم فوتبال قم شد و مدتی نیز کاپیتان این تیم بود.
احمد خمینی پس از گرفتن دیپلم در رشتهٔ علوم طبیعی به تحصیل علوم دینی روی آورد. البته پیش از آن و توأم با تحصیل علوم جدید نیز به فراگیری مقدمات علوم حوزوی پرداخته بود. احمد خمینی دو دورهٔ مقدماتی و سطح حوزهٔ علمیه را طی کرد و هم‌زمان با تحصیل به تدریس سطوح قبلی نیز اشتغال داشت و پس از آن دروس خارج فقه و اصول را فرا گرفت.
برخی از استادان حوزوی او سید روح‌الله خمینی (درس خارج فقه)، سید مصطفی خمینی (خارج اصول)، محمد فاضل لنکرانی (خارج فقه) سید موسی شبیری زنجانی (خارج فقه) محمد محمدی گیلانی (شرح منظومه)، غلامرضا رضوانی (اسفار)، سید محمد ابطحی کشانی (سطح و خارج)، صادق خلخالی (سطح) و سید محمدباقر سلطانی بودند.

## ازدواج و فرزندان
سید احمد خمینی در ۱۱ مهر ۱۳۴۸ با دختر سیدمحمدباقرسلطانی طباطبایی ازدواج کرد. نتیجه این ازدواج سه فرزند پسر به نام‌های: سید حسن خمینی، سید یاسر خمینی و سید علی خمینی بود که همگی روحانی هستند.

## حضور در عراق
در دوران تبعید روح‌الله خمینی، احمد خمینی بیشتر عمر در قم و لبنان گذراند. او گهگاه نیز برای دیدار با والدینش به عراق می‌رفت. گذرنامه و مجوز سفر او با وساطت امیرعباس هویدا صادر شده بود.
وی در آغاز حضور روح‌الله خمینی در تبعید، برای حضور در عراق و دیدار پدرش به‌صورت غیرقانونی از مرز خارج می‌شد که این امر حساسیت ساواک را برانگیخته بود. در یکی از نامه‌های ساواک در خصوص حضور وی در سال ۱۳۴۴ در عراق و دیدار با پدرش چنین آمده است:
«۱۹/۸/۴۴ – خیلی محرمانه
به: ریاست شهربانی کل کشور (اداره اطلاعات)
درباره: احمد مصطفوی خمینی فرزند روح‌الله
خواهشمند است دستور فرمایید چنانچه نامبرده بالا تقاضای صدور یا تمدید گذرنامه و پروانه خروج نمود قبل از هر گونه اقدام مراتب را به این سازمان اعلام نمایند.
از طرف رئیس سازمان اطلاعات و امنیت کشور. سپهبد نصیری»
چندین فقره بخشنامه و دستورالعمل مشابه از رئیس کل ساواک، اداره سوم و اداره نهم و ساواک شهر قم، در رابطه با پرونده سید احمد خمینی وجود دارد.
هنگامی ساواک مرکز از سفر احمد خبردار شد که تلفنگرام فوری از ساواک همدان بدین شرح رسید: «روز گذشته سید احمد خمینی فرزند روح‌الله خمینی از عراق وارد و… در منزل شهاب‌الدین اشراقی سکونت اختیار نموده است.»
در ذیل همین تلفنگرام، ساواک کل در مرکز نوشت: «آقای صابری به ساواک قم بنویسید. این شخص در هفته گذشته از عراق به قم مراجعت نموده و پس از ورود به قم جهت ملاقات اشراقی به همدان رفته، ضمن اینکه ساواک قم در این زمینه اطلاعی نداده، این فعالیت‌ها را نموده – دستور مراقبت بدهید. اعمال وی دقیقاً تحت نظر باشد هدف از آمدن وی روشن گردد.»
متعاقب این گزارش و دستورالعمل‌های بعدی، ساواک قم، مراقبت از منزل خمینی و رفتارهای احمد را افزایش داد. اما چند ماه پس از این دوباره احمد مخفیانه از مرز عبور کرد. این بار نیز ساواک در هنگام بازگشت او در مرز از سفر وی خبردار شد.
احمد در نخستین اقامت خود در نجف در سال (۴۴ و ۴۵) تکمیل آموزش دینی نزد پدر و برادرش را ادامه داد و حدود ۵ ماه بعد مخفیانه به ایران برگشت. او در مسیر بازگشت در گذرگاه مرزی خسروی بازداشت و به سازمان امنیت آنجا منتقل شد. اسناد و در پرونده‌های ساواک نشان می‌دهند او در بازجویی‌هایش مأموران را فریب داد و هویت او در مرز برای ساواک شناخته نشد و پس از آزادی، از طریق کرمانشاه و همدان راهی قم شد.
احمد پس از بازگشت از عراق، به تحصیل علوم دینی و دیدار از خانواده‌های زندانیان و تبعیدیان و انتقال پیام‌ها و سفارش‌های پدرش به منسوبان و نمایندگان شرعی خمینی در ایران و تنظیم امور بیت پدرش در قم می‌پرداخت. در پایان سال ۱۳۴۵ دوباره عازم عراق شد و این بار مخفیانه از طریق خرمشهر به آن سوی مرز رفت و پس از یک هفته، خود را به نجف رساند. در همین سفر بود که او رسماً به سلک روحانیت درآمد و عمامه را به دست پدرش بر سر نهاد.
سید احمد خمینی در دوران هویدا با گرفتن پاسپورت و به‌صورت قانونی از کشور خارج و به عراق و لبنان سفر می‌کرد.
او در سال ۱۳۵۲ به عراق و لبنان رفته و در لبنان با امام موسی صدر مسائل منطقه و وضعیت شیعیان و مبارزه‌ای که در پیش روی داشتند صحبت کرد و با مصطفی چمران نیز دیدار داشته و زیر نظر وی آموزش نظامی دید. و در اواخر سال ۱۳۵۲ به ایران بازگشت.
بعد از مرگ مصطفی خمینی، سید احمد خمینی مسئولیت بیت و دفتر روح‌الله خمینی را در نجف به عهده گرفت. وی در سال‌های زندگی در عراق با افرادی آشنا شد که او را پس از پیروزی انقلاب در عرصه‌های گوناگون یاری کردند. از جمله این افراد می‌توان به محمد منتظری، محمد حسین شریعتی و اردستانی اشاره کرد.

## در دوره تبعید روح‌الله خمینی به پاریس
در پی تبعید روح‌الله خمینی از نجف به پاریس، احمد همراه پدرش بود. روح‌الله خمینی در وصیتنامه خویش تصریح کرده که مشاورِ آن سفر، احمد بوده است.
سید احمد به همراه پدرش در مهر ۱۳۵۷ بغداد را به قصد پاریس ترک کرد.
سید احمد خمینی در پاریس علاوه بر برنامه‌ریزی برای تنظیم امور بیت و دفتر خمینی در نوفل‌لوشاتو و برگزاری مصاحبه‌های مطبوعاتی و ترجمه مصاحبه‌ها و پیام‌های او و جلوگیری از تحریف آنها، عهده‌دار برقراری ارتباط‌های گسترده و لازم بین گروه‌های مختلف با روح‌الله خمینی بود.

## آموزش نظامی در لبنان
احمد خمینی در سال ۱۳۵۲ احمد خمینی در لبنان آموزش نظامی دیده بود.

## پس از انقلاب

### ورود به ایران به همراه خمینی
احمد در ۱۲ بهمن سال ۱۳۵۷ همراه با روح‌الله خمینی و در پرواز انقلاب به تهران بازگشت و در مدرسهٔ علوی و مدرسه رفاه تهران مستقر شد. سید احمد خمینی در ۱۰ اسفند ۱۳۵۷ همراه با پدرش عازم قم شد و وسایل و زمینه‌های لازم را برای هدایت امور انقلاب و تنظیم امور بیت و دفتر روح‌الله خمینی و تأمین شرایط برای ارتباط‌های گسترده با مردم و مسئولان که روزانه در نوبت‌های متوالی به دیدار روح‌الله خمینی در قم می‌رفتند، فراهم نمود. او مسئول انتقال دستورهای پدرش به مراکز ذی‌ربط بود.
دوران یکسالهٔ اقامت روح‌الله خمینی در قم در فاصله اسفند ۱۳۵۷ تا بهمن ۱۳۵۸ بود که پس از آن بر اثر بیماری قلبی عازم بیمارستان قلب تهران (شهید رجائی) شد، دوران تحولات اساسی در نظام سیاسی و اجتماعی ایران بود. در همین مقطع، رفراندوم جمهوری اسلامی و انتخابات مجلس خبرگان قانون اساسی و انتخابات نخستین دورهٔ مجلس شورای اسلامی برگزار شدند.

### امام موسی صدر
در کتاب سفر اسارت نوشته محسن کمالیان نوشته شده که احمد خمینی از پیگیری مسئله ربایش امام موسی صدر خشنود نبوده و برای مانع‌تراشی می‌کرده است؛ زیرا امام موسی صدر را رقیبی برای پدرش می‌دانسته است.

### نقش در تخریب آرامگاه رضاشاه
صادق خلخالی در خاطرات خود گفته بود در شب نخست عملیات تخریب آرامگاه رضاشاه، احمد خمینی، به آرامگاه شاه آمد و خلخالی این سر زدن را به عنوان نشانی از موافقت رهبر جمهوری اسلامی دانست.

### ترور ناموفق
احمد خمینی در ۲۸ مرداد ۱۳۶۱ از ترور سازمان مجاهدین خلق جان به در برد.

### دولت بنی‌صدر
احمد خمینی نقش مهمی در پشتیبانی از ریاست جمهوری ابوالحسن بنی‌صدر و عزل او داشت. او پس از انتخاب بنی‌صدر به ریاست جمهوری، از سوی رئیس‌جمهوری به عنوان نامزد نخست‌وزیری پیشنهاد شد که با مخالفت پدرش از این امر، نهی شد.

### دوران جنگ ایران و عراق
اخبار جنگ ایران و عراق از طریق احمد به روح‌الله خمینی می‌رسید و علاوه بر آن، ابلاغ پیام‌های سرّی و علنی خمینی در رابطه با امور نظامی و ارتباط با شورای عالی دفاع و فرماندهان نظامی و شرکت در جلسات شورا و برنامه‌ریزی دیدار رزمندگان ارتشی و سپاهی و بسیجی با فرمانده کل قوا از دیگر مسئولیت‌های او بودند. نقش دقیق او در مدیریت امور جنگ یا تنها، رابط بودن میان خمینی و فرماندهان جنگ مورد بحث است. مصطفی چمران در آخرین سفر خود به تهران، تلاش کرد با خمینی دیدار کند و مشکلات جبهه را به اطلاع او برساند. ولی احمد خمینی مانع این دیدار شد. این موضوع باعث رنجش چمران شد. او باقصد عدم بازگشت به تهران، به مناطق جنگی بازگشت و یکی دو روز بعد در ۳۱ خرداد ۱۳۶۰ در دهلاویه کشته شد.
او مخالف ادامه جنگ پس از آزادسازی خرمشهر بود. احمد خمینی به حسن روحانی گفته بود: «اگر با من باشد الان سوار هواپیما می‌شوم و می‌روم بغداد با صدام حسین ملاقات می‌کنم و به جنگ خاتمه می‌دهم ولی ملاقات با امام ثمری ندارد.» همچنین پس از بازپس‌گیری شبه جزیره فاو در اردیبهشت ۱۳۶۵ گفته بود امکان پیروزی ایران در جنگ وجود ندارد.

### مانع‌شدن دیدار ابراهیم یزدی با خمینی
مهدی نوربخش، داماد ابراهیم یزدی گفته که پس از استعفای دولت موقت ایران، ابراهیم یزدی بارها درخواست دیدار با روح‌الله خمینی را داشته است. اما احمد خمینی مانع آن می‌شده است. تا اینکه خمینی در آخرین سال‌های زندگی خود به دفترش دستور می‌دهد ابراهیم یزدی را برای دیدار دعوت کنند. وقتی یزدی به خانه خمینی رفت احمد خمینی با اصرار از او خواست تا دربارهٔ درخواست‌های مکرر ملاقات و رد آنها، به خمینی چیزی نگوید.»

### نقش در اعدام‌های سال ۱۳۶۷
سید احمد خمینی بعد از مدتی از مخالفان شدید مجاهدین خلق شده و پس از حوادث سال شصت در برابر این گروه قرار گرفت. حسینعلی منتظری در دیدار خود با هیئت مرگ از نقش سید احمد خمینی در این ماجرا گفته بود که هیئت مرگ به جای انتقال پیام وی به خمینی موضوع را به احمد خمینی گفته و او در پاسخ گفته توجه نکنید و به کارتان ادامه دهید.
منتظری در دیدار نخست در مرداد ۱۳۶۷ با هیئت مرگ هم به آن‌ها گفته بود:
شخص احمد آقا، پسر آقای خمینی هم از سه چهار سال قبل می‌گفت مجاهدین، از روزنامه‌خوانش و مجله‌خوانش و اعلامیه‌خوانش، همه باید اعدام بشوند.
او همچنین در کتاب خاطرات خود دو نامه روح‌الله خمینی برای اجرای اعدام‌ها را دستخط احمد خمینی می‌داند.

### پس از مرگ روح‌الله خمینی
وی پس از مرگ روح‌الله خمینی قدرت خود را از دست داد و با وجود انتصاب و عضویت در مجمع تشخیص مصلحت نظام و شورای عالی امنیت ملی و شورای عالی انقلاب فرهنگی بر اساس حکم سید علی خامنه‌ای دیگر آن نفوذ سابق را نداشت. عضویت او در نهادهای مذکور تا زمان مرگش ادامه داشت. او همچنین عضو هیئت امنای مرکزی کمیته امداد امام خمینی بود. او در همین زمان متنی بلند به نام رنج‌نامه در مورد عزل حسینعلی منتظری از قائم مقامی رهبری منتشر کرد. احمد خمینی در دومین دوره مجلس خبرگان رهبری نمایندگی استان تهران را بر عهده داشت.

### اتهام جعل دست خط روح‌الله خمینی
در سال ۱۳۶۸ پس از مرگ خمینی، نامه‌ای منتشر شد که در پاسخ به نامه علی‌اکبر محتشمی‌پور وزیر کشور وقت اعلام شده بود حضور اعضای نهضت آزادی ایران در عرصه‌های مختلف سیاسی ممنوع است متعاقب انتشار این نامه مهدی بازرگان این نامه را جعلی دانسته و سید احمد خمینی را به جعل این نامه متهم کرد. پس از آن اعضای بیت حسینعلی منتظری نیز با تأیید این ادعا اعلام کردند که این نامه جعلی بوده و سید احمد خمینی برخی از نامه‌های منسوب به خمینی را می‌نوشته است. متعاقب این ادعاها دادگاهی تشکیل شد تا به موضوع رسیدگی کند. ولی با طولانی شدن دادگاه و مرگ بازرگان و احمد خمینی پرونده بسته شد.
بنا به اعلام مجید انصاری رئیس مؤسسه تنظیم و نشر آثار امام خمینی در سال‌های بعد با تکرار این اتهام از سوی ابراهیم یزدی قوه قضائیه ماجرا را رسیدگی کرده و با شکایت متقابل مؤسسه تنظیم و نشر آثار امام خمینی به عنوان متولی این آثار و تأیید اصل این دست خط مطابق با قانون توسط مؤسسه تنظیم و نشر آثار امام خمینی، حزب نهضت آزادی و دبیرکل وقت آن ابراهیم یزدی به شلاق و سپس به جریمه نقدی محکوم شدند.
از سوی دیگر نهضت آزادی با رد این ادعا اعلام کرد که در زمان حیات مهدی بازرگان جلسه دادگاه با وجود حضور کارشناسان خط شهربانی به علت عدم حضور سید احمد خمینی و بعد از آن طولانی شدن دادگاه تشکیل نشده و نظر کارشناس مستقل در این مورد به ثبت نرسید و در دادگاه دوم نیز صرفاً مؤسسه تنظیم و نشر آثار امام خمینی به عنوان متولی و شاکی نظر خود را تأیید کرد.
سید حسین موسوی تبریزی و احمد منتظری برخی از نامه‌های منسوب به خمینی را نوشته سید احمد یا سید هاشم رسولی محلاتی اعلام کرده و گفتند که صرفاً امضای روح‌الله خمینی پای آن بوده است.

## درگذشت

خبر درگذشت احمد خمینی در روزنامهٔ همشهری، شنبه ۲۷ اسفند ۱۳۷۳

در ساعت ۱۵ بعد از ظهر روز یکشنبه ۲۱ اسفند ۱۳۷۳ خبر بستری شدن سید احمد خمینی منتشر و از رسانه‌ها اعلام شد. گزارش‌های بعدی حاکی از آن بودند که بیماری قلبی و تنفسی ناگهانی در حالت خواب، سبب ایست کامل قلب و تنفس او برای لحظاتی شده و همین امر موجب بروز سکته مغزی شده است. پس از پنج روز، تلاش تیم پزشکی نتیجه نداشت و در نهایت، سید احمد خمینی در حوالی ظهر روز جمعه ۲۶ اسفند ۱۳۷۳ درگذشت. خبر درگذشت او، حدود ساعت ۱۶ عصرِ همان روز، ابتدا از رادیو و سپس از تلویزیون ایران، رسماً اعلام شد. ساعتی بعد از اعلام رسمیِ این خبر، سید علی خامنه ای رهبر جمهوری اسلامی ایران پیام تسلیتی صادر کرد که شامگاه جمعه ۲۶ اسفند ۱۳۷۳ از رسانه‌ها پخش شد و در صفحه اول روزنامه‌های شنبه ۲۷ اسفند ۱۳۷۳ منتشر گردید.

### احتمال قتل
پس از مرگ ناگهانی سید احمد خمینی که بر اساس اعلام منابع دولتی، سکته قلبی اعلام شد، شایعاتی در مورد طبیعی نبودن مرگ وی وجود داشت، تا این که بعد از ماجرای قتل‌های زنجیره‌ای در پاییز ۱۳۷۷ و بحث‌هایی که در این زمینه در مطبوعات ایران از سوی دوم خردادی‌ها و رقبایشان جریان داشت. عمادالدین باقی از چهره‌های مطبوعاتی در یک جلسه گفتگو و مناظره در جمع دانشجویان در اصفهان که قرار بود علی فلاحیان هم در آن شرکت کند مدعی شد که سید حسن خمینی به وی گفته است که محمد نیازی، رئیس دادگاه نیروهای مسلح، که پرونده رسیدگی به این ماجرا به وی سپرده شده بود، در دیداری با فرزند او سید حسن خمینی گفته است که مجرمان قتل‌های زنجیره‌ای گفته‌اند که سید احمد خمینی توسط محفل قتل‌های زنجیره‌ای کشته شده است. این گفته او از سوی نیازی تکذیب شد و او به اتهام نشر اکاذیب تحت تعقیب قرار گرفت. عمادالدین باقی از سید حسن خمینی خواست که در زمینهٔ درستی یا نادرستی گفته‌های او اظهار نظر کند که سید حسن خمینی در نامه‌ای درستی اظهارات عمادالدین باقی را تأیید کرد.
در متن بازجویی‌های معاون امنیتی وزیر اطلاعات وقت و متهم قتل‌های زنجیره‌ای آمده است که وی با اشاره به برخی انتقادات خمینی به وضعیت موجود، گفته: «متأسفانه حاج احمد آقا به راه یک طرفه بدی وارد شده بود که برگشت نداشت.» از آنجایی که اعترافات عاملان قتل‌های زنجیره‌ای در زندان تحت فشار و شکنجه بوده است، معتبر بودن آن‌ها مورد تردید است. برخی از آن‌ها به عامل سیا و موساد بودن و نیز قصد انجام عملیاتی ضدحکومتی در حد ترور محمد یزدی، رئیس سابق قوه قضاییه، را اعتراف کردند.
اکبر هاشمی رفسنجانی در خاطرات خود در این باره چنین نوشته بود: «دربارهٔ شایعات مربوط به مرگ احمد آقا صحبت بود. خیلی شایعات نادرست به خاطر مرگ نابهنگام وجود دارد و به نظر می‌رسد، ضدانقلاب در پشت شایعات باشد. رادیو اسرائیل هم شیطنت می‌نماید.»
در پی اعتراض و ایجاد اختلال در سخنرانی فرزندش سید حسن خمینی در سالگرد روح‌الله خمینی، مهدی کروبی در ۱۷ خرداد ۱۳۸۹ در اعتراض به این واقعه تهدید کرد که اگر چنین رویدادهایی تکرار شوند او نیز در مورد وقایعی که بر پدر او سید احمد خمینی رفته بود به روشنگری خواهد پرداخت. محمدجواد اکبرین پژوهشگر علوم اسلامی در گفتگو با بی‌بی‌سی فارسی گفت که خانواده خمینی «صحبت از وجود شبهه دربارهٔ مرگ او کردند.»

### مصرف بی‌رویه دارو
اظهارات منتشر نشده‌ای از اکبر هاشمی رفسنجانی دلیل مرگ احمد خمینی را اوردوز خوانده است. سخنان اکبر هاشمی رفسنجانی به صورت علنی در ایران منتشر نشده است. دادگاه تجدید نظر حسین دهباشی نیز در حکم خود به‌طور تلویحی دلیل مرگ او را بر اثر مصرف بی‌رویه دارو اعلام کرده است.

## آثار و تالیفات و پیرامون وی
- آیینه آفتاب[۳۹] تدوین: مؤسسه تنظیم و نشر آثار امام خمینی

آیینه آفتاب، گزیده‌ای از سخنرانی‌ها، پیام‌ها، مصاحبه‌های سید احمد خمینی است که عمدتاً در دیدارهای مردمی، سمینارها و مصاحبه‌ها ارائه شده و بیانگر برخی از مواضع و دیدگاه‌های اخلاقی، فقهی، سیاسی، اجتماعی، اقتصادی و فرهنگی وی است. این اثر به زبان عربی ترجمه شده است.
- دلیل آفتاب[۴۰] تدوین: مؤسسه تنظیم و نشر آثار امام خمینی

این کتاب به مناسبت دومین سالگرد درگذشت سید احمد خمینی منتشر شده و حاوی برگزیده‌ای از خاطرات او می‌باشد.
- فرزند روح‌الله[۴۱] تدوین: مؤسسه تنظیم و نشر آثار امام خمینی

این کتاب برگرفته از مجموعه آثار دو جلدی است که پیرامون زندگی او مطالبی را از زبان و قلم خود وی بیان داشته است.
- گنجینه دل[۴۲] تدوین: مؤسسه تنظیم و نشر آثار امام خمینی

دیباچه کتاب به قلم سید حسن خمینی و کتاب حاوی مصاحبه‌هایی با سید علی خامنه‌ای، هاشمی رفسنجانی، مادر و همسر سید احمد خمینی و ده‌ها مصاحبه دیگر با دوستان و همفکران و همراهان وی از جمله مطالب خواندنی و ویژه این مجموعه می‌باشد.
- رنج‌نامه: از سوی احمد خمینی خطاب به حسینعلی منتظری نوشته شده است.[۴۳] انتشارات دیبا.

مقاله مفصلی که برای توجیه عزل منتظری از قائم مقامی نگاشته شده است.
- مجموعهٔ آثار یادگار امام تدوین: مؤسسه تنظیم و نشر آثار امام خمینی

این مجموعه شامل کلیه سخنرانی‌ها و مصاحبه‌ها و پیام‌ها و نامه‌های سید احمد خمینی است که از سال ۱۳۵۷ تا اسفند ۱۳۷۳ است. این سخنان عمدتاً در جهت تبیین اندیشه‌ها و افکار پدرش روح‌الله خمینی می‌باشد.
- دیدگاه‌ها و مواضع، تدوین: مؤسسه تنظیم و نشر آثار امام خمینی

برگزیده‌ای از مواضع و نظرهای سید احمد خمینی دربارهٔ مسائل فرهنگی، سیاسی و اجتماعی است که در مقطع زمانی درگذشت بنیان‌گذار جمهوری اسلامی ایران تا آخرین روزهای زندگی اش در دیدار با گروه‌های مختلف مردم و در مجامع گوناگون ابراز شده است و این کتاب به زبان‌های اردو، انگلیسی و عربی نیز ترجمه شده است.

### آثار دربارهٔ وی
- مهاجر قبیله ایمان[۴۴] اثر: حمید انصاری

مهاجر قبیله ایمان زندگی‌نامه اوست که توسط مؤسسه تنظیم و نشر آثار امام خمینی به قلم حمید انصاری و با مقدمه فرزندش سید حسن خمینی منتشر شده است. این کتاب شامل بیان مطالب ناگفته از زندگی سید احمد خمینی، اسناد و مدارک ساواک، نامه منتشر نشده همراه با عکس‌های چاپ نشده از او می‌باشد.
- یاد باد آن روزگاران[۴۵] به اهتمام: کاظم رحیمی

این کتاب، دفتر خاطراتی از سید احمد خمینی است، مؤلف مدتی در کنار وی سپری کرد و از شیوه زندگی و اخلاقی او مطالبی را بازگو کرده است.
- یاد یادگار امام[۴۶] تدوین: علی اصغر شعردوست

این مجموعه کوششی است در بازشناسی اندیشه و رفتار و کردار و شخصیت او. اغلب مطالب گردآورده شده در این مجموعه حاصل سخنرانی و اظهار نظر یاران وی است.
- یادگار ماندگار[۴۷] اثر: منوچهر اکبری

عنوان مجموعه مقالاتی است که نویسنده دربارهٔ افکار، اندیشه و مواضع سید احمد خمینی نوشته است.

## دیدگاه‌ها

### مخالفت با گروه‌های ملی‌گرا و نهضت آزادی
سید احمد خمینی در نامه‌ای به عموی خود سید مرتضی پسندیده ضمن انتقاد شدید از ملی‌گرایان، چنین نظری را بیان کرد:
این‌ها (ملی‌گراها) اصل و اساس برایشان ریاست است. اگر به میهن هم علاقه دارند، میهنی است که رئیسش آنان باشند… آنان بعد از انقلاب لحظه‌ای در کنار امام نماندند. متلک و فحش و ناسزا به امام از کارهای رایج این از خدا بی‌خبران بود.
وی همچنین در این نامه از نهضت آزادی انتقاد کرد.

### حمایت از رهبری علی خامنه‌ای
سید احمد خمینی در اظهارنظرهایی در سال ۱۳۶۹ با نام بردن از سید علی خامنه‌ای به عنوان شاگرد روح‌الله خمینی و بیان اینکه هیچ‌کس حق شکستن حریم رهبری را ندارد، حرمت رهبری نظام اسلامی را از اصول خدشه‌ناپذیر انقلاب اسلامی دانست و از همه خواست تا به دستورهای رهبری عمل کنند. وی در بخشی از این اظهار نظرها گفته بود:
ما امروز موظف هستیم پشت سر مقام رهبری حضرت آیت‌الله خامنه‌ای حرکت کنیم. هر چه ایشان گفت گوش کنیم، اگر روزی حرکت ما با حرکت ولی نخواند، بدانید که نقص از ماست… اطاعت از خامنه‌ای، اطاعت از امام است. هر کس منکر این معنا شود، مطمئن باشید در خط امام نیست و هر کس بگوید که اطاعت از امام غیر از اطاعت از حضرت آیت‌الله خامنه‌ای است در خط آمریکاست. من بعد از رحلت امام، با خدا و امام عهد کرده‌ام که کوچک‌ترین قدمی را علیه رهبری و برخلاف رهبری و حتی برخلاف میل رهبری برندارم. 

### انتقاد از وضعیت و شیوه اداره کشور
او در مصاحبه‌ای که روز ۲۱ اسفند ۱۳۷۳ منتشر شد (روز سکته و چهار روز پیش از مرگ) سخنان انتقادی تندی از او دربارهٔ اوضاع کشور در گفتگو با هفته‌نامه امید عنوان کرده بود:
ضعف مدیریتی و امنیت پرواز باعث سقوط پی در پی هواپیماهای مسافربری سیویل و نظامی می‌شود و هنوز مرکب خبر سقوط هواپیمای فوکر و آسمان خشک نشده خبر سقوط طیاره دیگری منتشر می‌شود. آیا این هم از توطئه آمریکاست؟ (بین سال‌های ۷۱ تا ۷۳ شش سانحه هوایی در ایران رخ داد که به‌طور متوسط ۵۰ نفر در هر سانحه کشته شدند).